# Evangelische Landeskirche in Nassau
Die Evangelische Landeskirche in Nassau war eine Landeskirche des Deutschen Reichs. Als einheitliche Kirche entstand sie 1806 durch die Bildung des Herzogtums Nassau. Ab 1866 bildete sie den „Konsistorialbezirk Wiesbaden“ der preußischen Provinz Hessen-Nassau, die bis 1945 bestand. 1925 wurde die Kirche wieder in „Evangelische Landeskirche in Nassau“ umbenannt.

## Geschichte

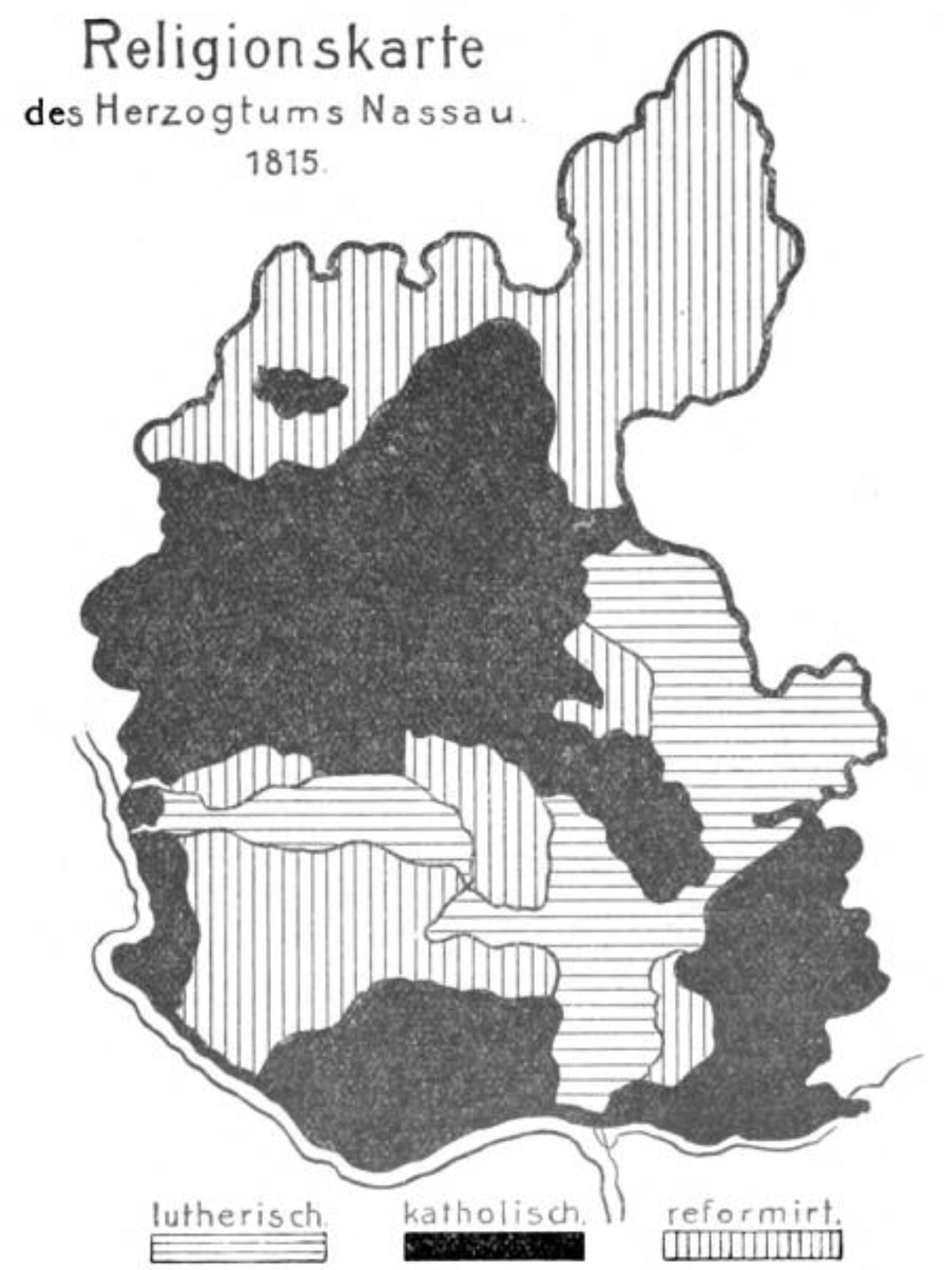
Verteilung der vorherrschenden Religionen im Herzogtum

Die Geschichte der Evangelischen Landeskirche in Nassau ist untrennbar mit derjenigen des Herzogtums Nassau bzw. seiner Vorläuferterritorien verbunden. Die Herrscher der verschiedenen nassauischen Territorien gingen zur Reformation über und gestalteten die jeweiligen Kirchen nach 1526 entsprechend um. In den bis 1806 bestehenden Fürstentümern der walramischen Linie, Nassau-Usingen und Nassau-Weilburg, blieb das lutherische Bekenntnis erhalten. Unter Graf Johann VI. (1559–1606) wurde in Nassau-Dillenburg das reformierte Bekenntnis eingeführt. 1584 gründete Johann VI. die Hohe Schule in Herborn, die zu einer der wichtigsten Ausbildungsstätten reformierter Theologen und zu einem Ausstrahlungspunkt reformierter Theologie wurde. In allen nassauischen Ländern konnte im 18. Jahrhundert der Pietismus größeren Einfluss gewinnen.
Der Reichsdeputationshauptschluss (1803) und die nachnapoleonische Neuordnung der deutschen Territorien (1814/15) führte Nassau-Dillenburg (ohne das Siegerland), Nassau-Weilburg und weitere Gebiete (vor allem aus Kurmainz und Kurtrier) zum Herzogtum Nassau zusammen, dessen Einwohnerschaft nun neben einem beträchtlichen katholischen Anteil zu etwa gleichen Teilen aus lutherischen und reformierten Protestanten bestand. Die Konsistorien in Wiesbaden und Weilburg wurden 1816 aufgelöst und ihre Kompetenzen der Landesregierung übertragen.

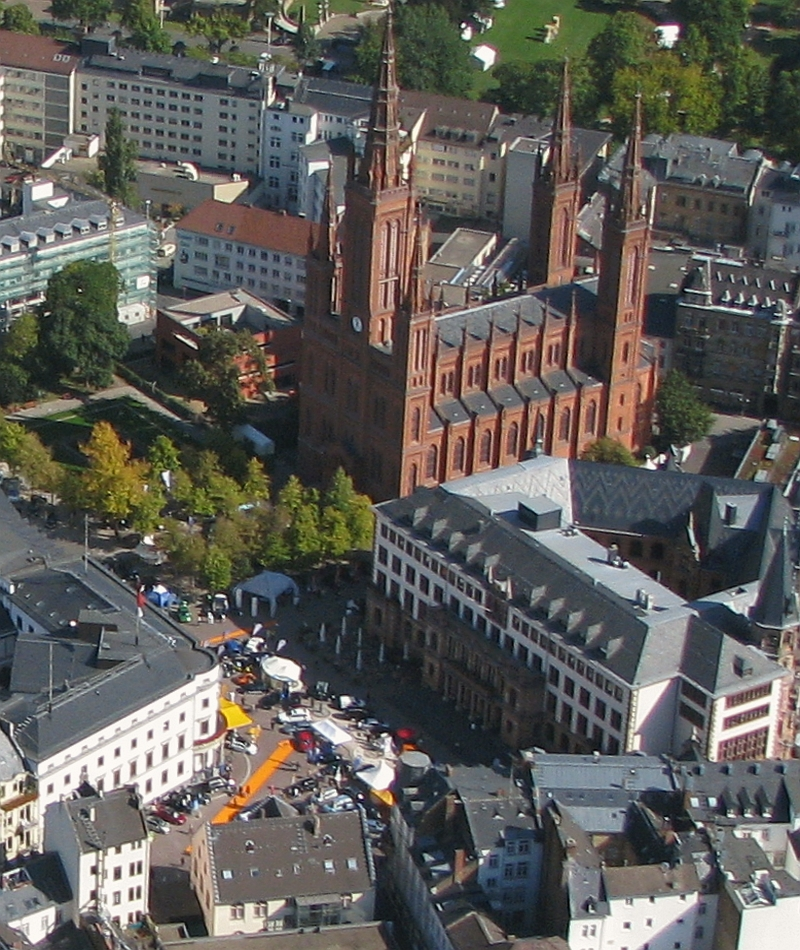
Marktkirche in Wiesbaden

In Nassau entfaltete der Gedanke einer Vereinigung der beiden evangelischen Konfessionen aus Anlass des 300-jährigen Reformationsjubiläums 1817 besondere Kraft. Auf einer Synode am 5. August 1817 in Idstein wurde einstimmig die Vereinigung beider Konfessionen zu einer „evangelisch-christlichen Kirche“ beschlossen und am 11. August 1817 durch herzogliches Edikt angeordnet. Damit ist die Union von Nassau die erste Union in Deutschland. Anders als die durch den Landesherrn durchgesetzte Preußische Union war die Nassauer Union unter breiter Beteiligung der Geistlichkeit im Konsens zustande gekommen und führte daher auch nicht zu Separationen unzufriedener Gemeinden. Die geistliche Leitung der unierten Kirche nahmen zunächst die im Amt verbliebenen Generalsuperintendenten Friedrich Giesse (reformiert) und Georg Müller (lutherisch) gemeinsam wahr. Als Giesse 1827 sein Amt aus gesundheitlichen Gründen aufgeben musste, wurde Müller alleiniger „evangelischer Landesbischof“ von Nassau.
Als Hauptkirche der Landeskirche wurde ab 1853 die Marktkirche als „Nassauer Landesdom“ neben dem Stadtschloss in Wiesbaden errichtet.

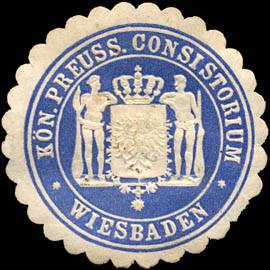
Siegelmarke des Konsistoriums Wiesbaden

1866 wurde das Herzogtum Nassau von Preußen annektiert. Die Nassauische Kirche wurde aber nicht in die Evangelische Landeskirche in Preußen eingegliedert, sondern blieb – unter Oberaufsicht des Königs von Preußen – selbständig. 1867 wurde in Wiesbaden wieder ein Konsistorium gebildet, dem neben den nassauischen Territorien auch das ebenfalls 1866 an Preußen abgetretene überwiegend lutherische Hessische Hinterland (Gladenbach, Biedenkopf) und die ehemalige Landgrafschaft Hessen-Homburg (ohne das auch politisch in die Rheinprovinz integrierte Oberamt Meisenheim) unterstand und das damit dem preußischen Regierungsbezirk Wiesbaden (ohne den Stadtkreis Frankfurt am Main) entsprach. Die Landeskirche wurde nun meist als Konsistorialbezirk Wiesbaden bezeichnet. Die geistlichen Leiter der Kirche trugen nach dem Tod von Landesbischof Ludwig Wilhelm Wilhelmi (1882) wieder den Titel Generalsuperintendent und wurden auf Vorschlag eines Synodalausschusses vom preußischen König ernannt. 1878 erhielt Nassau eine Kirchenverfassung mit presbyterial-synodalen Elementen nach Vorbild der Rheinisch-Westfälischen Kirchenordnung von 1835.
Nach Ende des landesherrlichen Kirchenregiments (1918) wurde die Kirchenverfassung so modifiziert (1922–1925), dass die landesherrliche Kirchengewalt nun vom Landeskirchentag, d. h. der Synode, wahrgenommen wurde. Das bisher vom Wiesbadener Konsistorium verwaltete Kirchengebiet wurde zur „Evangelischen Landeskirche in Nassau“; ihr geistlicher Leiter trug seit 1922 wieder den Titel „Landesbischof“.
1934 bzw. endgültig 1947 wurde die Evangelische Landeskirche in Nassau mit der Evangelischen Landeskirche in Hessen und der Evangelischen Landeskirche Frankfurt am Main zur Evangelischen Kirche in Hessen und Nassau (bis 1945: Evangelische Landeskirche Nassau-Hessen) vereinigt. Nassau bildete 1934 eine der fünf Propsteien der Landeskirche; ab 1948/50 bestanden die zwei Propsteien Süd-Nassau und Nord-Nassau.

## Generalsuperintendenten und Landesbischöfe
- 1817–1827: Friedrich Giesse (1760–1842, Generalsuperintendent)
- 1817–1827: Georg Müller (Generalsuperintendent)
- 1827–1836: Georg Müller (Landesbischof)
- 1836–1858: Ludwig Heydenreich (Landesbischof)
- 1858–1882: Ludwig Wilhelmi (Landesbischof)
- 1882–1897: Karl Ernst (Generalsuperintendent)
- 1897–1913: Heinrich Maurer (Generalsuperintendent)
- 1913–1919: Karl Ohly (Generalsuperintendent)
- 1919–1925: Anton Jäger (1849–1928, kommissarischer Generalsuperintendent)
- 1925–1933: August Kortheuer (Landesbischof)
- 1945–1947: August Kortheuer (Vorsitzender der vorläufigen Kirchenleitung)

## Konsistorialpräsidenten bzw. Präsidenten des Landeskirchenamts in Wiesbaden
- 1867–1870: Moritz von Prittwitz und Gaffron
- 1883–1892: Otto de la Croix
- 1892–1895: Hermann Opitz[4]
- 1896–1898: Wilhelm Stockmann
- 1899–1919: Walter Ernst
- 1919–1925: Richard Schulin
- 1925–1933: Max Theinert